# Hammerstein (Nadrenia-Palatynat)
Hammerstein – miejscowość i gmina w zachodnich Niemczech, w kraju związkowym Nadrenia-Palatynat, w powiecie Neuwied, wchodzi w skład gminy związkowej Bad Hönningen.  